# Municipio de Raccoon (Ohio)
El municipio de Raccoon (en inglés: Raccoon Township) es un municipio ubicado en el condado de Gallia en el estado estadounidense de Ohio. En el año 2010 tenía una población de 2228 habitantes y una densidad poblacional de 22,86 personas por km².

## Geografía
El municipio de Raccoon se encuentra ubicado en las coordenadas 38°53′58″N 82°23′29″O / 38.89944, -82.39139. Según la Oficina del Censo de los Estados Unidos, el municipio tiene una superficie total de 97.48 km², de la cual 95,99 km² corresponden a tierra firme y (1,53 %) 1,49 km² es agua.

## Demografía
Según el censo de 2010, había 2228 personas residiendo en el municipio de Raccoon. La densidad de población era de 22,86 hab./km². De los 2228 habitantes, el municipio de Raccoon estaba compuesto por el 92,59 % blancos, el 4,17 % eran afroamericanos, el 0,36 % eran amerindios, el 0,63 % eran asiáticos, el 0,4 % eran de otras razas y el 1,84 % eran de una mezcla de razas. Del total de la población el 1,03 % eran hispanos o latinos de cualquier raza.